# 14 marzo
Il 14 marzo è il 73º giorno del calendario gregoriano (il 74º negli anni bisestili). Mancano 292 giorni alla fine dell'anno.

## Eventi
- 1489 – La regina di Cipro, Caterina Cornaro, vende il suo regno alla Repubblica di Venezia;
- 1492 – La regina Isabella I di Castiglia ordina ai suoi 150000 sudditi ebrei di convertirsi al cristianesimo, pena l'espulsione;
- 1519 – Si svolge la battaglia di Centla durante la conquista del Messico da parte degli spagnoli[1];
- 1647 – Guerra dei trent'anni: Baviera, Colonia, Francia e Svezia firmano la Tregua di Ulma;
- 1702 – Il terremoto dell'Irpinia e di Benevento causa circa 400 vittime nell'Appennino campano;
- 1757 – John Byng, ammiraglio inglese, viene fucilato sul cassero della HMS Monarch a Portsmouth dopo una corte marziale istruita per la sua mancata difesa di Minorca durante l'omonima battaglia nella guerra dei sette anni;
- 1794 – Eli Whitney ottiene un brevetto per la sgranatrice del cotone;
- 1800 – Dopo un lungo conclave, elezione a Venezia di papa Pio VII, concittadino cesenate del defunto Pio VI;
- 1847 – A Firenze viene rappresentato per la prima volta il Macbeth di Giuseppe Verdi;
- 1848 – Pio IX, dopo aver istituito i consigli comunali e provinciali, la consulta di Stato e la guardia civica, concede la costituzione con il documento Nelle istituzioni;
- 1861 – Il Tricolore diviene la bandiera del Regno d'Italia;
- 1903
  - Il Trattato Hay-Herran, che garantisce agli Stati Uniti d'America il diritto di costruire il Canale di Panama, viene ratificato dal Senato statunitense; il Senato colombiano in seguito rigetterà il trattato;
  - Theodore Roosevelt emana un ordine esecutivo che rende Pelican Island, in Florida, una «riserva e luogo di riproduzione per gli uccelli autoctoni», segnando la nascita del sistema del National Wildlife Refuge;
- 1915 – Prima guerra mondiale: accerchiato al largo della costa cilena dalla Royal Navy, dopo essere fuggito dalla disastrosa battaglia delle Isole Falkland, l'incrociatore leggero tedesco SMS Dresden viene abbandonato e affondato dal suo equipaggio;
- 1943
  - Seconda guerra mondiale: i tedeschi liquidano il Ghetto di Cracovia; migliaia di ebrei vengono inviati nei campi di sterminio;
  - Il sommergibile Leonardo da Vinci affonda il piroscafo passeggeri britannico Empress of Canada, la nave mercantile avversaria di maggior tonnellaggio fatta colare a picco dalla Marina italiana;
- 1951 – Guerra di Corea: per la seconda volta, le truppe delle Nazioni Unite riconquistano Seul;
- 1964 – Una giuria di Dallas trova Jack Ruby colpevole dell'uccisione di Lee Harvey Oswald, il presunto assassino di John F. Kennedy;
- 1967 – Il corpo del presidente statunitense John F. Kennedy viene spostato nel Cimitero nazionale di Arlington;
- 1972 – Giangiacomo Feltrinelli, editore e fondatore dei Gruppi d'Azione Partigiana, rimane ucciso in un'esplosione vicino a un traliccio dell'alta tensione a Segrate (Milano); il cadavere verrà scoperto il giorno dopo;
- 1978 – Guerra del Libano: con l'ingresso delle truppe israeliane in Libano, ha inizio l'Operazione Litani;
- 1982 – Ad Anaheim, i Metallica si esibiscono dal vivo per la prima volta esordendo con la canzone Hit the Light[2];
- 1984 – Gerry Adams, capo del Sinn Féin, viene ferito gravemente durante un tentativo di assassinio;
- 1987 – Si esibiscono per la prima volta in pubblico i No Doubt nella sala Fender's Ballroom a Long Beach[2];
- 1989 – Il presidente statunitense George H. W. Bush vieta l'importazione di fucili da assalto negli USA;
- 1991 – Dopo 16 anni in prigione per un presunto attentato dinamitardo dell'IRA a un pub, i Sei di Birmingham vengono scarcerati poiché un tribunale determina che la polizia aveva fabbricato le prove;
- 1994 – Linus Torvalds presenta all'Università di Helsinki la versione 1.0.0 di Linux, la prima versione stabile;
- 1995 – Norman Thagard diventa il primo astronauta statunitense a viaggiare nello spazio a bordo di un veicolo russo, il Sojuz TM-21;
- 1996 – Il presidente statunitense Bill Clinton si impegna in un accordo da 100 milioni di dollari con Israele per individuare e catturare i terroristi;
- 1998 – Un terremoto di magnitudo 6,9 Mw colpisce l'Iran meridionale;
- 2004
  - Vladimir Putin viene rieletto presidente della Russia;
  - In Spagna il PSOE vince le elezioni svoltesi pochi giorni dopo gli attacchi terroristici a Madrid;
- 2008 – Tibet: l'esercito della Repubblica Popolare Cinese spara sui monaci manifestanti; decine i morti;
- 2012 – Il pullman di una scolaresca belga di ritorno da un viaggio d'istruzione in Svizzera perde il controllo causando un incidente; 28 morti tra insegnanti e bambini.

## Nati
Ci sono circa 1 190 voci su persone nate il 14 marzo; vedi la pagina Nati il 14 marzo per un elenco descrittivo o la categoria Nati il 14 marzo per un indice alfabetico.

## Morti
Ci sono circa 520 voci su persone morte il 14 marzo; vedi la pagina Morti il 14 marzo per un elenco descrittivo o la categoria Morti il 14 marzo per un indice alfabetico.

## Feste e ricorrenze

### Civili
Internazionali:
- Giorno del Pi Greco: giornata mondiale in onore del pi greco, per via del fatto che "14 marzo" si può scrivere in numeri come "3.14", ovvero le prime tre cifre del Pi greco

Nazionali:
- Albania – Dita e Verës (il giorno di primavera) è una festa che si celebra in tutta l'Albania per celebrare la primavera in arrivo. Il 14 marzo si festeggia soprattutto nella città di Elbasan e per tradizione si prepara in grande quantità in tutta la città il Ballokume
- Andorra – Dia de la Constitució: anniversario dell'adozione dell'attuale costituzione (14 marzo 1993)
- Estonia –  Emakeelepäev: il giorno della lingua estone[3]
- Giappone – Howaito Dē (in giapponese: ホワイトデー), festa complementare a San Valentino: chi ha ricevuto un dono il 14 febbraio può, se vuole, ricambiare in questo giorno
- Italia – Giornata Nazionale del Paesaggio

### Religiose
Cristianesimo:
- Sant'Alessandro di Pidna, martire
- San Lazzaro di Milano, vescovo
- San Leobino, vescovo di Chartres
- San Leone, vescovo e martire a Roma
- Santa Matilde di Ringelheim, regina
- Santa Paolina, religiosa
- San Benedetto da Norcia, monaco (Chiesa ortodossa e Chiese di rito orientale)
- Beato Arnaldo da Limena, abate di Santa Giustina di Padova
- Beata Eva, reclusa di San Martino di Liegi
- Beato Filippo da Torino, francescano
- Beato Giacomo Cusmano, sacerdote e fondatore dei Missionari servi dei poveri
- Beato Tommaso Vives, mercedario

Ebraismo:
- Purim (in ebraico: פורים) nei seguenti anni del calendario gregoriano (XXI secolo): 2006[4], 2025[5] e 2055[6]

Religione romana antica e moderna:
- Equirria Marti
- Mamuralia